# Posestructuralismo
El posestructuralismo o postestructuralismo está asociado con los trabajos de una serie de filósofos y teóricos críticos de la región continental francesa de mediados del siglo XX que se consagraron internacionalmente en los años 1960 y 1970. El término se define por su relación con un movimiento intelectual anterior: el estructuralismo (desarrollado en Europa desde principios hasta mediados del siglo XX). El estructuralismo propone que uno pueda entender la cultura humana por medio de una estructura, modelada en el lenguaje (lingüística estructural), que difiere de la realidad concreta y de las ideas abstractas, un «tercer orden» que media entre los dos.
Los autores posestructuralistas presentan diferentes críticas al estructuralismo, pero los temas comunes incluyen el rechazo de la autosuficiencia del estructuralismo y un cuestionamiento a las oposiciones binarias que constituyen sus estructuras. Los escritores cuyas obras a menudo se caracterizan como posestructuralistas incluyen: Roland Barthes, Jacques Derrida, Michel Foucault, Gilles Deleuze, Judith Butler, Jean Baudrillard, Julia Kristeva y Jürgen Habermas, así como otros de la Escuela de Fráncfort, aunque muchos teóricos que han sido llamados «postestructuralistas» han rechazado la etiqueta.
La fenomenología existencialista es una influencia significativa; Colin Davis ha argumentado que los posestructuralistas podrían también llamarse «postfenomenólogos».

## Crítica inicial
La referencia ocasional al posestructuralismo como un movimiento puede estar ligada al hecho de que, cuando el estructuralismo se estaba volviendo un tema de interés en las universidades de Estados Unidos, ya había una cantidad visible de crítica al estructuralismo. El naciente interés estadounidense llevó a la organización de una conferencia en la Universidad Johns Hopkins en 1966, a la cual fueron invitadas figuras consideradas como estructuralistas prominentes, incluyendo a Derrida, Barthes y Lacan. La presentación de Derrida en la conferencia: Structure, Sign and Play in the Human Sciences (Estructura, signo y juego en las ciencias humanas) aparece con frecuencia en las compilaciones como un manifiesto contra el estructuralismo. El ensayo de Derrida fue uno de los primeros en demarcar algunas limitaciones teóricas del estructuralismo y, dándole al mismo tiempo el crédito que se merecía, trataba de teorizar en términos que sin duda ya no eran estructuralistas. Aunque muchos se hubieran sentido empujados a ir más allá del estructuralismo, estaba claro que no había consenso sobre cómo hacerlo. Mucho del estudio del posestructuralismo está basado en las críticas comunes del estructuralismo.
El estructuralismo trataba de encontrar un nivel de metalenguaje autosuficiente y generalizable capaz de describir las configuraciones de elementos antropológicos, sociales literarios, lingüísticos, históricos o psicoanalíticos variables para analizar sus relaciones sin empantanarse por la identidad de estos elementos en sí mismos.
Por otra parte, el posestructuralismo comparte una preocupación general por identificar y cuestionar las jerarquías implícitas en la identificación de oposiciones binarias que caracterizan no solo al estructuralismo sino a la metafísica occidental en general. Si hay un punto en común entre las críticas posestructuralistas, es la revaluación de la interpretación estructuralista de Ferdinand de Saussure acerca de la distinción entre el estudio del lenguaje a través del tiempo versus el estudio del lenguaje en un momento determinado (diacrónico vs. sincrónico). Los estructuralistas afirman que el análisis estructural es generalmente sincrónico (en un momento determinado) y, por tanto, suprime el análisis diacrónico o histórico. También se dice que el posestructuralismo está preocupado en reafirmar la importancia de la historia y en desarrollar al mismo tiempo un nuevo entendimiento teórico del tema. De ahí se afirma también que el énfasis del posestructuralismo consiste en una reinterpretación de Sigmund Freud, Karl Marx, Friedrich Nietzsche y Martin Heidegger. Por ejemplo, la genealogía de Nietzsche sirve como punto de referencia teórico en el trabajo histórico de Michel Foucault de los años 1970, incluyendo sus críticas al estructuralismo.
De forma grandilocuente se dice que este reduccionismo es violento, y que el posestructuralismo lo identifica con la civilización occidental y excesos objetables de colonialismo, racismo, misoginia, androcentrismo, homofobia y otros parecidos. El elemento de "juego" en el título del ensayo de Derrida es con frecuencia entendido equivocadamente como juego lingüístico, basado en una tendencia a los juegos de palabras y el humor, en tanto que el construccionismo social, como se desarrolló en el trabajo posterior de Michel Foucault, es considerado como la creación de una especie de órgano estratégico al poner al descubierto las palancas del cambio histórico. La importancia del trabajo de Foucault es para muchos su síntesis de este recuento histórico social de los mecanismos del poder.
También se dice comúnmente que los posestructuralistas son más o menos conscientemente postmodernos, pero no pocos de ellos han mostrado preocupación por estos términos o incluso se han autodefinido como modernistas.

## Posestructuralistas importantes
- Frederic Jameson
- Edgar Morin
- Giorgio Agamben
- Jean Baudrillard
- Judith Butler
- Gilles Deleuze
- Michel Foucault
- Félix Guattari
- Luce Irigaray
- Sarah Kofman
- Slavoj Žižek
- Philippe Lacoue-Labarthe
- Jean-François Lyotard
- Jean-Luc Nancy
- Jacques Derrida
- Bernard Stiegler
- Teresa de Lauretis
- Julia Kristeva
- Giulia Colaizzi
- Ernesto Laclau
- Roberto Esposito